# Dassault MD 315 Flamant
MD 315 Flamant er et fransk militærfly produceret af Dassault.

## Brugere
- Frankrig
- Tunesien
- Madagaskar
- Cambodja
- Sydvietnam